# Séméacq-Blachon
 Séméacq-Blachon  es una población y comuna francesa, en la región de Aquitania, departamento de Pirineos Atlánticos, en el distrito de Pau y cantón de Lembeye.

## Demografía
| 232 | 226 | 213 | 190 | 190 | 178 |
| Para los censos de 1962 a 1999 la población legal corresponde a la población sin duplicidades (Fuente: INSEE [Consultar]) |     |     |     |     |     |